# Ластівка синя
Ластівка синя (Hirundo nigrita) — вид горобцеподібних птахів родини ластівкових (Hirundinidae). Поширений в Західній і Центральній Африці.

## Поширення
Вид поширений в Анголі, Беніні, Камеруні, Центральноафриканській Республіці, Кот-д'Івуарі, Екваторіальній Гвінеї, Габоні, Гані, Гвінеї-Бісау, Ліберії, Нігерії, Сьєрра-Леоне та Уганді.